# Sollingvorland
Sollingvorland este o arie protejată (arie de protecție specială avifaunistică — SPA) din Germania întinsă pe o suprafață de 16.884,9 ha, integral pe uscat.

## Localizare
Centrul sitului Sollingvorland este situat la coordonatele 51°55′25″N 9°36′15″E / 51.9236°N 9.6042°E.

## Înființare
Situl Sollingvorland a fost declarat arie de protecție specială avifaunistică în iunie 2007 pentru a proteja 8 specii de animale.

## Biodiversitate
Situată în ecoregiunea continentală, aria protejată nu include niciun habitat protejat.
La baza desemnării sitului se află mai multe specii protejate de  păsări (8): Ardea cinerea cinerea, buha (Bubo bubo), barză neagră (Ciconia nigra), ciocănitoare neagră (Dryocopus martius), sfrâncioc roșiatic (Lanius collurio), gaia neagră (Milvus migrans), gaia roșie (Milvus milvus), ciocănitoare verzuie (Picus canus).